# Loré
Loré település Franciaországban, Orne megyében. Lakosainak száma 175 fő (2018. január 1.). Loré Ambrières-les-Vallées, Le Housseau-Brétignolles, Lassay-les-Châteaux, La Baroche-sous-Lucé, Ceaucé, Saint-Denis-de-Villenette és Sept-Forges községekkel határos.

## Népesség
A település népességének változása:
| Lakosok száma | 239  | 216  | 180  | 158  | 160  | 156  | 154  | 177  | 177  | 175  |
|               | 1962 | 1968 | 1975 | 1982 | 1990 | 2008 | 2013 | 2015 | 2017 | 2018 |